# Шаховской, Иван Иванович
Князь Иван Иванович Шаховской — московский дворянин и воевода во времена правления Михаила Фёдоровича и Алексея Михайловича.
Из княжеского рода Шаховские. Единственный сын князя Ивана Андреевича Шаховского по прозвищу Губа, упомянутого в 1620 году воеводою Передового полка в Михайлове.

## Биография
В 1636—1677 годах в Боярской книге показан в московских дворянах. В 1636—1639 годах воевода в Коломне. В 1640—1641 годах на службе в Туле. В 1642—1643 годах воевода в Арзамасе. В 1644—1647 годах на службе в Туле, Яблонове и Ливнах, но в какой должности не упомянуто.
М. Г. Спиридов по родословной росписи показывает князя Ивана Ивановича — бездетным. П. В. Долгоруков показывает у него сына князя, тоже Ивана Ивановича.